# Либенау (Доња Саксонија)
Либенау (њем. Liebenau) град је у њемачкој савезној држави Доња Саксонија. Једно је од 36 општинских средишта округа Нинбург (Везер). Према процјени из 2010. у граду је живјело 3.838 становника. Посједује регионалну шифру (AGS) 3256019.

## Географски и демографски подаци
Либенау се налази у савезној држави Доња Саксонија у округу Нинбург (Везер). Град се налази на надморској висини од 26 метара. Површина општине износи 23,0 km². У самом граду је, према процјени из 2010. године, живјело 3.838 становника. Просјечна густина становништва износи 167 становника/km².

## Међународна сарадња
| Мјесто  | Држава   | Врста сарадње | Од    |
| ------- | -------- | ------------- | ----- |
| Либенау | Аустрија | партнерство   | 1991. |
| Извор   |          |               |       |